# Zaļenieku pagasts
Zaļenieku pagasts er en territorial enhed i Jelgavas novads i Letland. Pagasten havde 1.690 indbyggere i 2010 og omfatter et areal på 122,83 kvadratkilometer. Hovedbyen i pagasten er Zaļenieki.
Zaļenieku pagasts oprettedes på Zaļenieki-godsets (Grünhof) territorie, som senere fik tilført Abgunste- og Ūziņi-godsernes territorier. I 1935 da Zaļenieku pagasts hørte under Jelgavas apriņķis bestod pagastens areal af 114,90 kvadratkilometer og havde 2.565 indbyggere. I 1945 oprettedes landsbyerne Abgunste, Deģi og Zaļenieki, mens pagasten nedlagdes i 1949. Zaļenieki var underlagt Elejas distrikt i årene 1949 til 1956, Jelgavas distrikt i årene 1956 til 1962 samt efter 1967, og Dobeles distrikt i årene fra 1962 til 1967. I 1956 overførtes Rainis-kolkhozen fra Zaļenieki til Abgunste, mens Abgunste i 1962 nedlagdes og tilførtes Zaļenieki, og en del af det nedlagte Deģi i 1965. I 1967 overførtes Lenin-kolkhozen til landsbyen Bite. I 1990 omdannedes landsbyerne til Zaļenieku pagasts. I 2009 blev Zaļenieku pagasts et administrativt område under Jelgavas novads.

## Kendte indbyggere
- Aspazija – digter og dramatiker